# Aegidius de Monte
Aegidius de Monte (Thorembais-Saint-Trond, omstreeks 1520 - Zwolle, 26 mei 1577) was een Nederlands geestelijke en een bisschop van de Rooms-Katholieke Kerk.

## Studie en loopbaan
Agidius de Monte, ook bekend als Gilles (Jillis, Jelis) van den Berghe of van Bergen, was een zoon van Petrus Du Mont en Catharina Neix. Hij was student in de artes aan de pedagogie de Valk in Leuven en behaalde het licentiaat in de wijsbegeerte in 1541. Hierop volgde een studie in de godgeleerdheid en hij behaalde na enige jaren de titel van baccalaureus. In 1544 is hij leraar aan de pedagogie de Valk, wordt omstreeks die tijd tot priester gewijd en is kanunnik in de St. Jacobskerk in Leuven. In 1565 was hij vicaris van het Minderbroederklooster in Mechelen en werd in 1566 gardiaan in het klooster in Leuven. Op 19 mei 1568 werd hij verkozen tot provinciaal van de orde van Minderbroeders. Paus Pius V benoemde hem op 11 augustus 1570 tot bisschop van Deventer.

## Bisschop

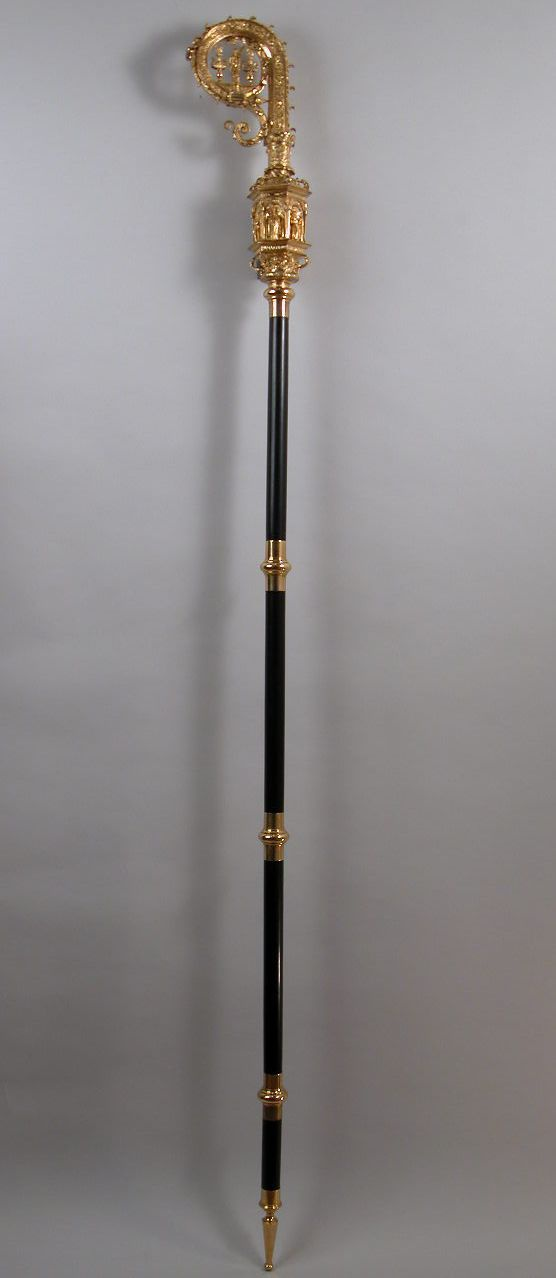
Bisschopsstaf van Aegidius de Monte

Aegidius de Monte werd op 29 oktober 1570 in Antwerpen door Franciscus Sonnius tot bisschop gewijd en werd op 30 november 1570 te Deventer ingehuldigd in de Lebuïnuskerk. De Monte spande zich in om aan de opdracht van de paus te voldoen het kerkelijk leven in zijn bisdom volgens de voorschriften van het  Concilie van Trente in te richten. Hij trof tijdens zijn visitaties in 1571 in zijn diocees onwelgevalligheden aan met priesters die lange tijd hun plichten verzaakten en in concubinaat leefden. Hij onthief hen van hun functie en bracht hen ook wel voor de kerkelijke rechter. Een poging om in mei 1572 een diocesane synode te houden werd verhinderd door de onveilige situatie aan de grenzen van bisdom. Desondanks betichtte paus Gregorius XIII hem ervan onvoldoende toezicht te houden. Ook raakte de bisschop met de wereldlijke overheden in conflict over zijn bevoegdheden.

## Bezetting in 1572
In 1572 voerde Willem van Oranje een campagne om met een inval vanuit het oosten het volk in opstand te laten komen tegen de Spaanse onderdrukkers. Deze campagne had tot gevolg, dat een groot aantal Gelderse steden bezet werden door Oranje-gezinden. De bezetters plunderden de burgerij en ontwijdden de kerken. De in Deventer verblijvende De Monte drong bij Alva aan op een sterkere verdediging van de stad. Op 23 september 1572 trokken 1200 ruiters van de Hertog van Lauenburg de stad binnen. Het bleek een woeste bende  die plunderde en in de kerken kostbaarheden roofde. De Monte protesteerde heftig bij Alva. In november 1572 kwam er na de veldtocht van Don Frederik een einde aan de bezetting en vertrokken de troepen van Van Lauenburg.
Meteen na de veldtocht van Don Frederik ging De Monte op pad en beijverde hij zich voor het herstel van de kerken in zijn diocees. Onteerde kerken werden opnieuw gewijd. Waar nodig werden nieuwe pastoors geïnstalleerd. In 1574 startte hij met een nieuwe reeks visitaties. Op 26 mei 1577 overleed hij in Zwolle. Zijn lichaam werd overgebracht naar Deventer, waar hij op 29 mei 1577 in de Lebuïnuskerk werd begraven.

## Vernoemingen
In Deventer en in Colmschate zijn straten naar hem vernoemd.
- Biografisch Portaal: 28485755
- Gemeinsame Normdatei: 1231916613
- International Standard Name Identifier: 0000 0003 9707 0031
- Nederlandse Thesaurus van Auteursnamen: 087918234
- Virtual International Authority File: 292177874
- WorldCat: E39PBJk4y4m38DB4TvG8YYKw4q